# Lars Saabye Christensen

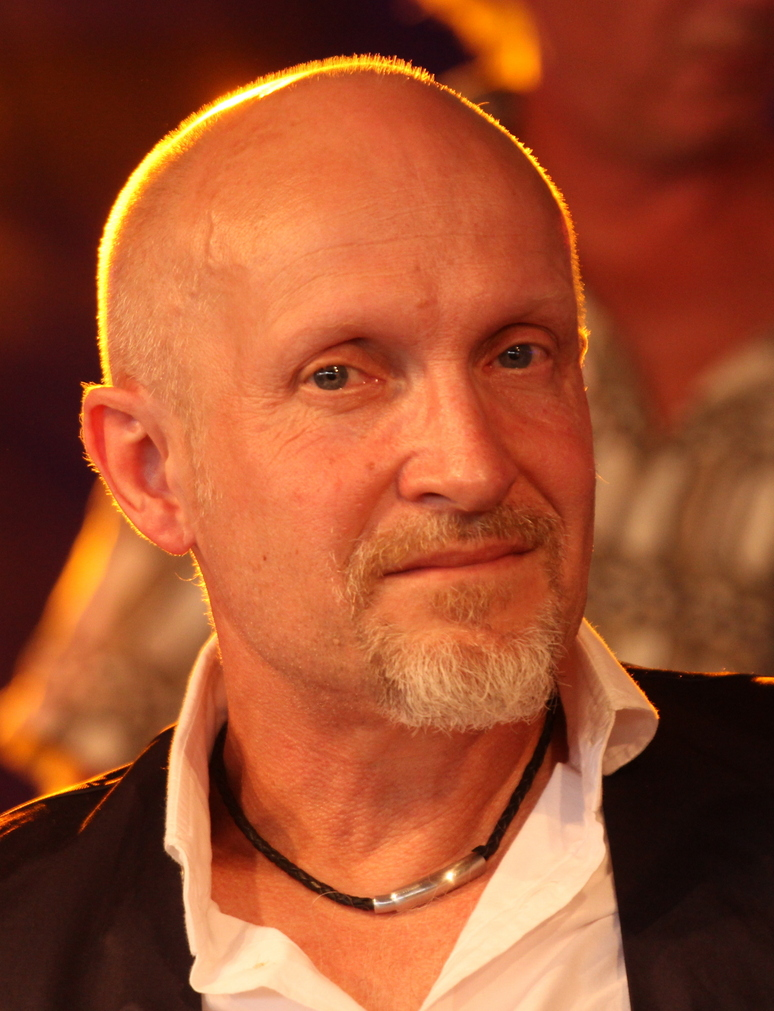
Lars Saabye Christensen (2013)

Lars Saabye Christensen (* 21. September 1953 in Oslo) ist ein norwegischer Schriftsteller dänisch-norwegischer Herkunft.

## Leben
Saabye Christensen, der durch seinen Vater die dänische Staatsbürgerschaft besitzt, wuchs in Oslo auf, lebte aber größtenteils in Sortland in der Provinz Nordland. Beide Orte hatten Einfluss auf sein Wirken als Schriftsteller und tauchen in seinen Werken auf. Er studierte Norwegisch, Literaturwissenschaft, Kunst- und Ideengeschichte. Er debütierte 1976 mit dem Gedichtband Historien om Gly, für den er mit Tarjei-Vesaas-Debütantenpreis ausgezeichnet wurde. Saabye Christensen lebt mit seiner Frau Karna in Oslo.

## Werk
Saabye Christensen ist vor allem für seine Romane bekannt, er verfasste aber auch Gedichte, Dramen und Drehbücher. 1984 gelang ihm der Durchbruch über die Grenzen Norwegens heraus mit Yesterday, das den Preis des norwegischen Verlages Cappelen erhielt. 2001 bekam sein Werk Der Halbbruder einen Literaturpreis des Nordischen Rates.
Saabye Christensen ist Mitglied der Norwegischen Akademie für Sprache und Literatur und Kommandeur des Sankt-Olav-Ordens (2006).

### Auszeichnungen
- 1976 Tarjei-Vesaas-Debütantenpreis für Historien om Gly
- 1984 Cappelenprisen
- 1987 Rivertonprisen für Sneglene
- 1988 Kritikerprisen für Herman
- 1988 Sarpsborgprisen
- 1990 Bokhandlerprisen für Waterloo
- 1991 Amandaprisen
- 1993 Doblougprisen
- 1997 Riksmålsforbundets litteraturpris
- 1999 Sarpsborgprisen
- 2001 Aamodt-statuetten
- 2001 Bokhandlerprisen für Der Halbbruder
- 2001 Brageprisen für Der Halbbruder
- 2001 Den norske leserprisen
- 2002 Nordisk Råds Litteraturpris für Der Halbbruder
- 2015 Brageprisen für Magnet

## Werke (Auswahl)
- Historien om Gly – Lyrik (1976)
- Amatøren – Roman (1977)
- Kamelen i mitt hjerte – Lyrik (1978)
- Jaktmarker – Roman (1979)
- Billettene – Roman (1980)
- Der falsche Tote (Jokeren) – Roman (1981)
- Paraply – Lyrik (1982)
- Yesterday (Beatles) – Roman (1984)
- Blodets bånd Roman (1985)
- Åsteder – Lyrik (1986)
- Colombus ankomst – Theaterstück (1986)
- Sneglene – Roman (1987)
- Herman – Roman (1988)
- Stempler – Lyrik (1989)
- Vesterålen – Lyrik (1989)
- Waterloo (Bly) – Roman (1990)
- Gutten som ville være en av gutta – Roman (1992)
- Ingens – Erzählungen (1992)
- Den akustiske skyggen – Lyrik (1993)
- Mekka – Drama (1994)
- Der Alleinunterhalter (Jubel) – Roman (1995)
- Den andre siden av blått. Et bildedikt fra Loften og Vesterrålen. – Lyrik (1996) (medf.)
- Der eifersüchtige Friseur und andere Helden (Den misunnelige frisøren) – Erzählungen (1997)
- Noen som elsker hverandre – Erzählungen (1999)
- Pasninger – Lyrik (1999)
- Falleferdig himmel – Lyrik (1999)
- Kongen som ville ha mer enn en krone (medf). – Kinderbuch (1999)
- Under en sort paraply – Lyrik (1999) (utvalg/etterord: Niels F. Dahl).
- Mann for sin katt – Kinderbuch (2000)
- Pinnsvinsol – Lyrik (2000)
- Der Halbbruder (Halvbroren) – Roman (2001)
- Nachtschatten (Maskeblomstfamilien) – Roman (2003)
- Sanger og steiner – Lyrik (2003)
- SATS – Erzählungen (2003)
- Oscar Wildes heis – Erzählungen (2004)
- Das Modell (Modellen) – Roman (2005)
- Die blaue Kuppel der Erinnerung (Saabyes cirkus) – Roman (2006)
- Bisettelsen – Roman (2008)
- Visning – Roman (2009)
- Die unglaublichen Ticks des Herrn Hval, übersetzt von Christel Hildebrandt (Bernhard Hvals forsnakkelser) – Roman (2010)
- Mit danske album – Memoiren (2010)
- Der Sommer, in dem meine Mutter zum Mond fliegen wollte (Sluk) – Roman (2012)
- Stedsans – Erzählungen (2013)
- Magnet (Magnet) – Roman (2015)
- Die Spuren der Stadt (Byens spor 2017) – Roman (2019)